# Elymus flaccidifolius
Elymus flaccidifolius là một loài thực vật có hoa trong họ Hòa thảo. Loài này được (Boiss. & Heldr.) Melderis mô tả khoa học đầu tiên năm 1978.